# ایکیو-سان
ایکیوـ سان (به ژاپنی: 一休さん  Ikkyū-san) عنوان یک مجموعه تلویزیونی اَنیمهٔ ۲۹۶ قسمتی، از محصولات توئی انیمیشن است که از اکتبر ۱۹۷۵ تا ژوئن ۱۹۸۲ از کانال تی‌وی آساهی ژاپن پخش شد. داستان مجموعه بر پایهٔ سرگذشت یک راهب مکتب ذِن است. ایکیو سان واقعی در سال ۱۳۹۴ میلادی در کیوتو به دنیا آمد. او پسر امپراتور گو-کوماتسو و خانم آیو بود. ایکیو به‌دنبال کشته‌شدن پدرش پس از کودتا، از پنج سالگی به اجبار از مادرش جدا شد و بعنوان راهب در معبد آنکوکو-جی زندگی‌کرد و در سن ۸۴ سالگی در سال  ۱۴۷۸ میلادی فوت شد. در هر قسمتِ انیمه مشکلی پیش می آید و ایکیو برای فکر‌کردن و حل آن مسئله، در ‌حالت نیلوفری می نشیند و دو انگشت اشاره خود را خیس کرده و بالای سرش می چرخاند. بخش‌هایی از این مجموعه از صدا و سیمای جمهوری اسلامی ایران نیز پخش شده‌است.

## صداپیشگان
دوبلهٔ کارتون ایکیوسان به سرپرستیِ پرویز نارنجی‌ها و پس از درگذشت ایشان توسط مهدی عباس نباتی انجام شد. وی از صداپیشگانِ زیر برای ارائهٔ این اثر به زبان فارسی استفاده کرد.
| نقش                        | دوبلور                       |
| ایکیوسان (سِنگی کومارو)     | فریبا شاهین‌مقدم              |
| شین‌سه نیناگاوا             | ناصر نظامی                   |
| ژنرال                      | عباس نباتی                   |
| استاد                      | اکبر منانی                   |
| شونن                       | داوود شعبانی نصر             |
| سایو                       | رزیتا یاراحمدی               |
| یایویی                     | مریم شیرزاد                  |
| مادر ایکیوسان (بانوی بزرگ) | ژیلا اشکان                   |
| پدر یایویی (ریه چیکی‌اویا)  | پرویز نارنجی‌ها / سیامک اطلسی |